# رود جیخایی
رود جیخایی (انگلیسی: Jikhai River) رودی است در ولایت غزنی در مرکز افغانستان که از ولسوالی ناور سرچشمه می‌گیرد و از ولسوالی اجرستان می‌گذرد. این تنها منبع آب در دسترس برای تعداد کمی از ساکنان است زیرا این منطقه تحت تأثیر خشکسالی شدید قرار گرفته است. چند بار سدهای روی رود شکسته است که باعث خسارت شدید و مرگ داشته است.
شهر کوچک سنگر، مرکز ولسوالی اجرستان، در دره رود جیکای واقع شده است.